# Impulse Airlines
|  | Dieser Artikel wurde aufgrund von inhaltlichen oder formalen Mängeln auf der Qualitätssicherungsseite des Portals Luftfahrt eingetragen. Dies geschieht, um die Qualität der Artikel aus dem Themengebiet Luftfahrt auf ein akzeptables Niveau zu bringen. Dabei werden Artikel gelöscht, die nicht signifikant verbessert werden können. Bitte hilf mit, die inhaltlichen Mängel dieses Artikels zu beseitigen, und beteilige dich bitte an der Diskussion. Artikel eintragen |

Impulse Airlines war eine unabhängige Fluggesellschaft in Australien, die zwischen 1992 und 2004 regionale und kostengünstige Fernverkehrsdienste betrieb. Sie wurde 2001 von Qantas übernommen und bildete die Grundlage für die neue regionale Fluggesellschaft QantasLink von Qantas. Die Fluggesellschaft hatte ihren Hauptsitz auf dem Gelände des Flughafens Sydney in Mascot.

## Flotte
- 8 Boeing 717-200
- 13 Beechcraft 1900D